# Broker de información
Un broker de información (también llamado data broker) es una empresa que se especializa en recopilar información sobre los usuarios que se encuentran en registros públicos y fuentes privadas, incluyendo el censo o el registro de cambio de dirección, vehículos motorizados, registros de conducción, creadores de contenido en redes sociales, medios de comunicación e informes judiciales, listas de inscripción del votante, historiales de compra de los consumidores, listas de los criminales más buscados, listas de vigilancia de terroristas, registros de transacción de tarjetas de banco, autoridades sanitarias e historial de navegación web.
Los datos están agregados para crear perfiles individuales, a menudo formados por miles de datos, como son: la edad de una persona, la etnia, el género, la altura, el peso, el estado civil, la confesión religiosa, la afiliación política, la ocupación, los ingresos familiares, el patrimonio neto, el estado de propiedad de la vivienda, los hábitos de inversión, las preferencias de productos o los intereses relacionados con la salud. Los brokers venden los perfiles a otras organizaciones que los utilizan principalmente para: orientar la publicidad y el marketing hacia grupos específicos, venderlos a individuos y organizaciones para que puedan investigar a las personas por diversas razones, verificar la identidad de una persona o incluso para fines de detección de fraude. Los data brokers a menudo venden los perfiles de los usuarios a agencias del gobierno, como el FBI, permitiendo así que los organismos encargados de la aplicación de la ley puedan eludir las leyes que protegen la privacidad.

## Visión general
A partir de finales del siglo XX, los avances tecnológicos que dieron lugar al desarrollo de Internet, el aumento de la potencia de procesamiento de las computadoras y la disminución de los costes del almacenamiento de datos hicieron que a las empresas les resultara mucho más fácil recopilar, analizar, almacenar y transferir grandes cantidades de datos sobre los usuarios. Esto dio lugar a la industria de los brokers de información o data brokers.
Las personas generalmente no pueden saber qué datos maneja un data broker sobre ellos, cómo los ha obtenido o cómo se están utilizado. Algunos pueden retener toda la información indefinidamente.
Los archivos sobre personas generalmente se venden en listas; los ejemplos citados en el testimonio al Congreso de EE. UU. incluyen listas de víctimas de violación, personas mayores con demencia, personas económicamente vulnerables, personas con VIH y agentes policiales (por dirección postal). Las listas de personas ricas, doctores, o padres son menos controvertidas.
Probablemente haya entre 3500 y 4000 compañías data broker, y aproximadamente un tercio pueden ofrecer la opción de ser excluidos de las listas de datos, con un cargo económico que puede llegar a ser mayor de mil dólares.
Los data brokers recopilan información sobre innumerables temas, que van desde las comunicaciones diarias de una persona hasta datos más específicos como registro de productos.

## Brokersydatasets
Entre los data brokers de Estados Unidos se incluyen Acxiom, Experian, Epsilon, CoreLogic, Datalogix, Intelius, PeekYou, Exactis, y Recorded Future. Acxiom afirma tener archivos sobre el 10% de la población del mundo, con aproximadamente 1500 datos de información por consumidor (citado en Senate.gov). En 2017, Cambridge Analytica afirmó que tiene perfiles psicológicos de 220 millones de ciudadanos estadounidenses, basados es 5,000 datasets separados (otra afirmación de 2017 de 230 millones de estadounidenses).

## Historia
La capacidad crediticia se utilizó por primera vez en los años 50, pero no se hizo conocida ni se reguló específicamente hasta los años 90.
En 1977 Kelly Warnken publicó el primer directorio de información de pago, el cual continúa publicándose y se ha ampliado para cubrir las preocupaciones internacionales.

## Crítica
Un Comité del Senado de los Estados Unidos en 2013 publicó Una revisión de la industria de los data brokers: recopilación, uso, y venta de datos del consumidor con fines de marketing. Declarando que «Hoy en día, una amplia gama de empresas conocidas como data brokers recopilan y mantienen datos de cientos de millones de consumidores, los cuales analizan, empaquetan, y vender generalmente sin el permiso del consumidor». Sus principales hallazgos fueron:
- Los data brokers recopilan un gran volumen de información detallada sobre cientos de millones de consumidores.
- Los data brokers venden productos que identifican a los consumidores financieramente vulnerables.
- Los productos de los data broker proporcionan información sobre el comportamiento del consumidor fuera de línea para medir el alcance en línea de los especialistas en marketing.
- Los data brokers operan de manera encubierta.

La información producida por data brokers ha sido criticada por permitir la discriminación en precios, servicios y oportunidades. Por ejemplo, un informe de la Casa Blanca de mayo de 2014 descubrió que las búsquedas realizadas en la web incluían nombres de pila que parecían de personas de raza negra, como Jermaine, y tenía más posibilidades de dar como resultado anuncios que incluían la palabra «arresto» en comparación con las búsqueda en la web que incluían nombres de pila que parecían de personas de raza blanca como Geoffrey.
Privacy Rights Clearinghouse (PRC) es una organización online de consumidores sin ánimo de lucro en Estados Unidos que publica las preguntas frecuentes sobre los Data Brokers. La PRC también mantiene una lista de estos data brokers, con enlaces a sus políticas de privacidad, términos de servicio, y disposiciones de exclusión voluntaria).
Los data brokers también se han enfrentado a cargos legales por violaciones de seguridad, debido a la deficiente seguridad de los datos.

## Exigencia de control y legislación
Un estudio de 2007 de la Universidad de California, después de solicitar y analizar las prácticas de intercambio de información en 86 empresas, encontró que muchas empresas operan bajo un modelo de exclusión voluntaria y describía a estas empresas como inconsistentes con las expectativas de los consumidores. También recomendó que la legislación del estado de California exigiera a las empresas que divulguen sus políticas de intercambio de información utilizar un lenguaje claro, inequívoco, y que consideren la posibilidad de crear y centralizar un método fácil de usar para que los consumidores opten por no compartir información.
En 2009, la Comisión de Comercio Federal de Estados Unidos recomendó  al Congreso de Estados Unidos desarrollar una legislación que permitiera a los consumidores ver la información que los Data brokers poseen sobre ellos. Dicha recomendación se renovó en informes posteriores en 2012 y 2014. En 2013, la Oficina de Imputabilidad del Gobierno de Estados Unidos también pidió al Congreso que considerara la legislación.
En octubre de 2019, el gobernador de California, Gavin Newsom firmó el estatuto de acción AB 1202. Este proyecto de ley «requería que los data brokers se registraran y proporcionaran cierta información al Fiscal General. El proyecto de ley definiría a un Data broker como una empresa que recopila información del consumidor a sabiendas y la vende a terceros, con los que la empresa no tiene una relación directa, salvo excepciones específicas». Esta ley fue creada para salvaguardar contra el «manto de invisibilidad» (data brokers no registrados, no regulados y sin seguimiento) donde anteriormente vagaban los data brokers y está destinada a regular la compra de datos en terceros compradores comerciales y rastrear las operaciones de estos. La ley está destinada a proteger la privacidad de los consumidores. Esta ley también define la profesión de un data broker de manera legislativa y ha puesto un perímetro alrededor de la profesión y las compras de datos críticos del consumidor.

## Intentos de regulación
La Ley de Responsabilidad y Confidencialidad de Datos contenía una serie de requisitos para la auditoría y verificación de la precisión de los datos manejados por los data brokers, y medidas adicionales en caso de una violación de la seguridad. El proyecto de ley también les dio a los usuarios los medios y la oportunidad de revisar y corregir los datos que tenían relacionados con ellos. Pasó por la Cámara de Representantes de Estados Unidos en el 111.º Congreso de Estados Unidos, pero no fue aprobada por su Senado. Fue restablecido por el 112.º Congreso de los Estados Unidos en 2011 como H.R.1707, pero desapareció después de ser remitido al comité. El proyecto fue presentado por primera vez por el representante Bobby Rush [D-IL1] el 30 de abril de 2009, H.R.2221.

## Ficción
En la ficción, los data brokers suelen encontrar datos sobre los protagonistas de una historia. Los data brokers ficticios pueden ser de diversa importancia y tener distintos métodos. Por ejemplo, un hacker puede ser un data broker, aunque puede estar simplemente transfiriendo cualquier información que encuentre de los protagonistas. Otros brokers pueden haber memorizado datos y contarselo a los protagonistas de forma secreta. El broker puede tener una alianza con los protagonistas o ser uno también.
Algunos ejemplos de data brokers en la ficción contemporánea serían el personaje de Edward G. Robinson, Sol en la película Soylent Green; the Shadow Broker en la serie de videojuegos Mass Effect; Nicholas Wayne, Rachel, Elean Duga, Gustav St. Germain, Carol y el presidente de la empresa de periódicos Daily Days en Baccano!; o Izaya Orihara en la serie de novelas ligeras Durarara!!. Algunos de los personajes de la novela Snow Crash de Neil Stephenson encuentran trabajo vendiendo datos como «stringers» para la Central Intelligence Corporation. Los personajes retóricos que hacen de brokers juegan un papel destacado en las historias publicadas por DC Comics. El personaje retórico que mejor ejemplificado está por el superhéroe Oracle, pero la figura retórica se usa más tarde con los personajes Calculator, Proxy, Chloe Sullivan y Felicity Smoak también.

## Servicios
La intermediación de información se describe como "el negocio de comprar y vender información como un producto". Los clientes utilizan corredores de datos para ahorrar tiempo y dinero, ya que estos especialistas están capacitados en las habilidades necesarias para buscar dicha información de manera eficiente y efectiva. Los corredores de información son investigadores secundarios que encuentran información sobre diversos temas, incluyendo empresas (a menudo competidores), mercados, personas y productos. Su rol incluye el análisis y la síntesis de los datos que encuentran, Los corredores pueden encontrar todo lo que puedan sobre una persona en Internet y combinar estos datos con información de una variedad de otras fuentes. Los corredores de información a veces se especializan en un área particular, como investigación de mercado, estadística o datos científicos.
En un mercado donde el uso de datos es un factor clave, los corredores de datos juegan un papel estratégico al proporcionar información útil para marketing, ventas y toma de decisiones. Los clientes de los corredores de información representan una amplia gama de industrias y profesiones, incluyendo manufactura, instituciones financieras, partidos políticos, agencias gubernamentales e historiadores. Las organizaciones sin fines de lucro pueden beneficiarse de la información que les ayuda a solicitar financiamiento a través de subvenciones, y los agentes inmobiliarios a menudo utilizan IB para realizar búsquedas de títulos de propiedad. La publicidad, la detección de fraudes y la mitigación de riesgos son tres razones comunes para utilizar corredores de datos, y estas son las tres amplias categorías definidas por la Comisión Federal de Comercio. Los corredores de información deben revisar cuidadosamente a sus clientes para evitar la obtención de datos sobre personas con fines deshonestos por parte de criminales: las compañías de corretaje estadounidenses Lexis-Nexis y ChoicePoint fueron engañadas por clientes falsos, lo que en un caso resultó en robo de identidad a gran escala.
La información de los registros de propiedad, declaraciones de impuestos, etc., también puede estar disponible a través de sitios de "búsqueda de personas" con páginas blancas, ya sea por una pequeña tarifa o de manera gratuita. Por lo tanto, estos sitios web pueden tener implicaciones para el acoso, el acoso y la violencia doméstica.